# Стърница
Стърница е село в Южна България. То се намира в община Баните, област Смолян.

## География
Село Стърница е разположено в планински район. Намира се на 19 км от с. Баните и на 72 км от гр. Смолян

## История

### Стърница през периода 1912 – 1944 година
Обикновеният дом на стърничани се е състоял от малки паянтови двуетажни къщички. Първият етаж се е използвал за отглеждане на домашни животни – мулета, крави и овце. На втория етаж обикновено имало една стая за живеене на семейството, а останалото пространство се използвало за плевня. В селото по-малко хора имали отделни плевни. Цялото семейство живеело в една стая – родители и деца, макар и да са били многодетни семейства. Много семейства са съхранявали в същите стаи и хранителни продукти, дрехи и завивки, колкото имали. До 1940 година отделна стая за съхраняване на багажа и покъщнината имали едва 5 – 6 семейства. Тези стаи са наречени „кьошкове“. Поминъкът и животът на населението на Стърница преди Девети септември 1944 година е под минимума във всяко отношение за човешкото съществуване. Хората са били твърде неграмотни и много бедни. Оскъдното земеделие в никакъв случай не допринася за по-добро човешко съществуване. 90% от населението е притежавало земя за обработване от два до десет декара. Тези, които притежавали по повече земя (50 – 60 декара) за обработване, били малък процент. Такива хора в селото ги наричали „аги“ или „чорбаджии“. Но всъщност притежавали земя, която да обработват. Малоимотните никога не са разчитали на земеделието. Ниските добиви не са стигали. Хората нямали и оборски тор за нивите. Бедните нямали и добитък, за да имат оборска тор. Тези, които имали повече земя за обработване, имали и възможност да отглеждат повече домашни животни, наторявали повече нивите и съответно получавали повече продукция. Малко са били стопаните в селото, които отглеждали крави – а те давали много по-малко мляко в сравнение със сегашните. Не е имало никакви фуражи, хранели ги със слама, защото сеното давали на овцете. Средната класа от населението са имали по една коза. Много семейства не са имали и коза. Бедните, които имали по една коза, отделяли мляко, за да имат пари за по-важни нужди. 

### Стърница през периода 1944 – 1986 година
След 1944 година и края на Втората световна война населението на Стърница е докрай обедняло, държавните доставки и купонната система важали с пълна сила. През купонните времена, брашното и всички стоки, които са били с купони и без купони са се извозвали от Кърджали с мулета. Хората са гладували. Тогава много хора се ориентират за работа извън селото и с мулетата за сечене и извозване на дърва за огрев. Освен в горските стопанства в Родопите мъжете от селото са достигали и работели в горските стопанства в Средна гора, Стара планина, Странджа планина, Маказа и Хасковския район. Малцината жители на селото, които са имали повече земя за обработване, са работели в селото – земеделие и отглеждане на добитък.

## Редовни събития
През 1986 г. започва една традиция, която е запазена и до днес. Първоначално през 5 години, а сега през 3 г. се провежда родова среща. Основоположници са Гаджевия род (един от най-големите в селото). Но впоследствие се превръща в традиционна среща на всички изселници от селото и настоящи жители. Събират се около 500 души. 